# Нор-Норк
Нор-Норк (вірм. Նոր Նորք) — один з 12 районів у Єревані, столиці Вірменії. Розташований у східній частині міста. Межує з районами Норк-Мараш, Кентрон і Канакер-Зейтун з заходу, Аван з півночі і Еребуні з півдня. Марз Котайк формує східну межу району.
Район неофіційно ділиться на більш дрібні райони, у тому числі 9 блоків Нор-Норка і Багреванда. За переписом 2011 р. населення району становить 126 065 осіб.

## Галерея

Nor Nork district
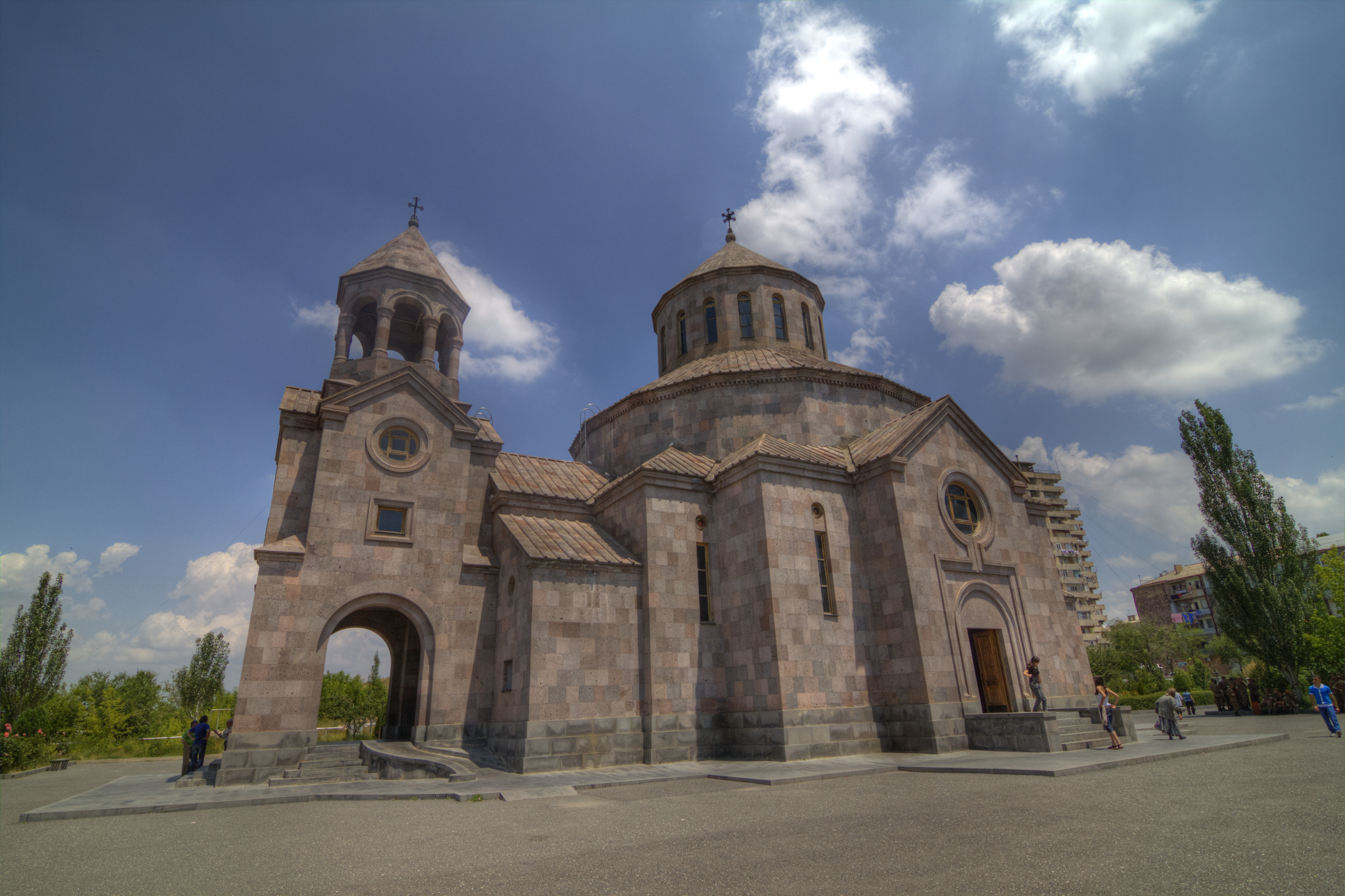
Церква Святого Саркіса, освячена в 1999 році
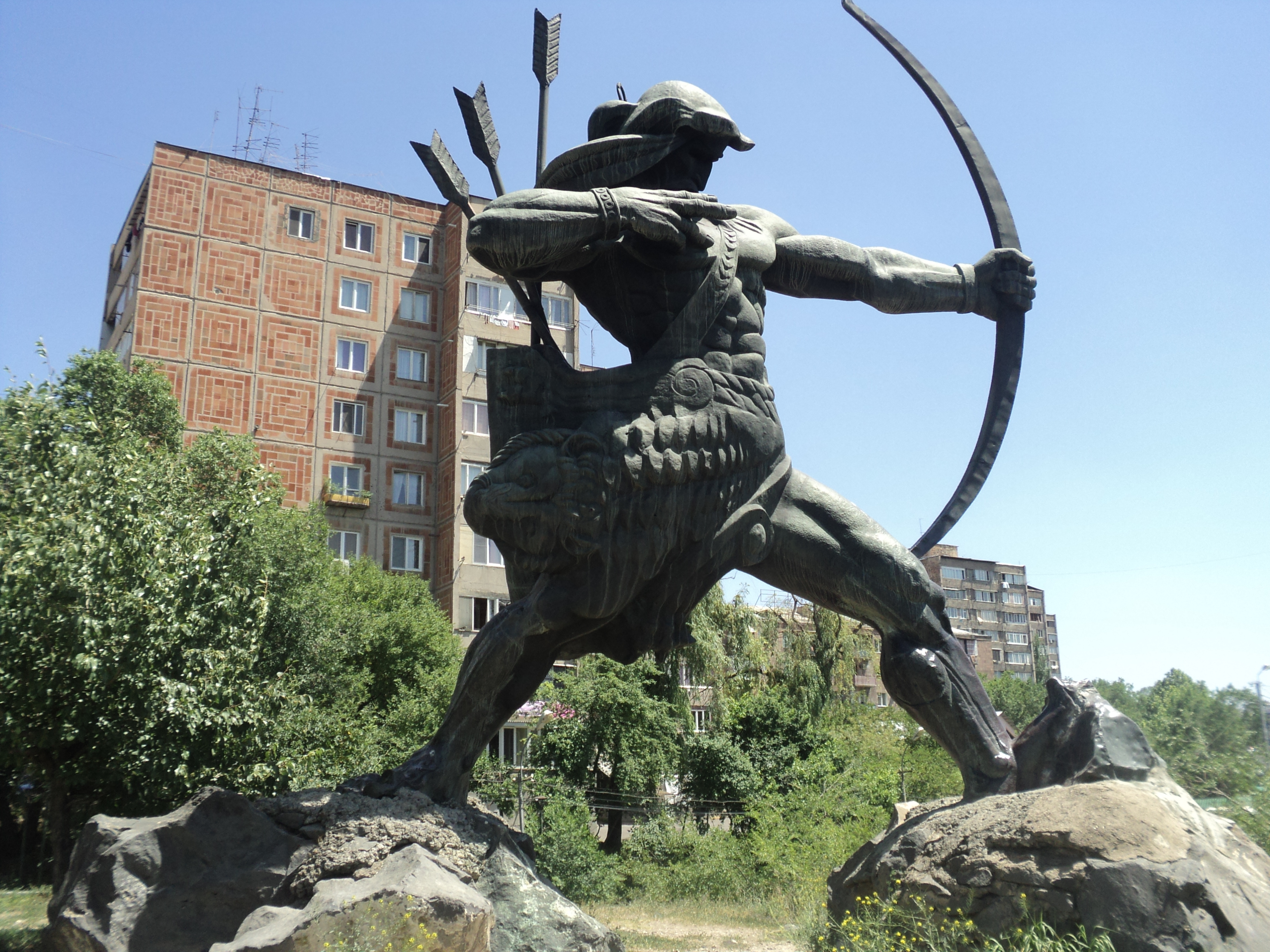
Статуя Гайка Наапета в Нор-Норку
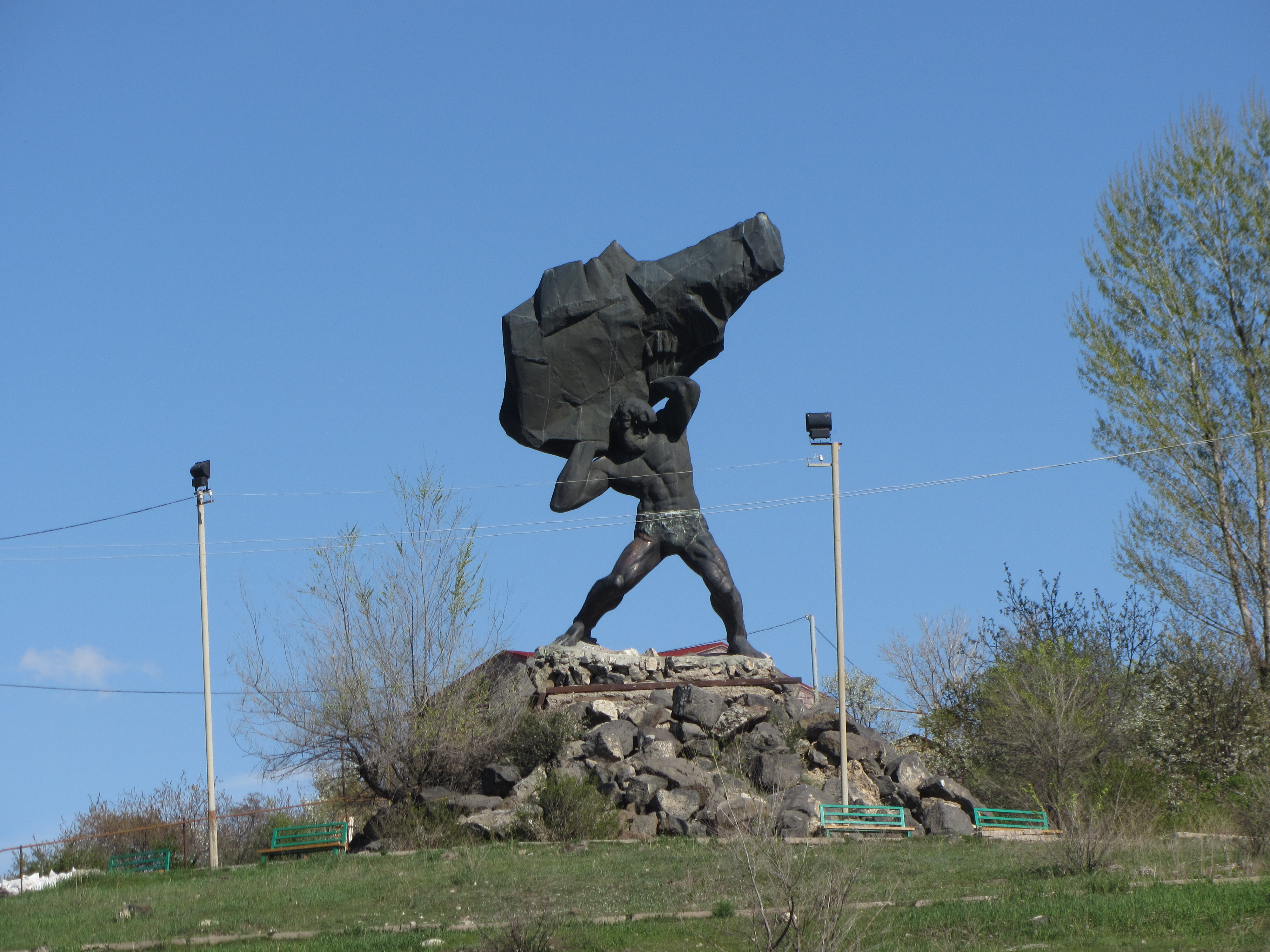
Статуя Торк Ангеха в Нор-Норку
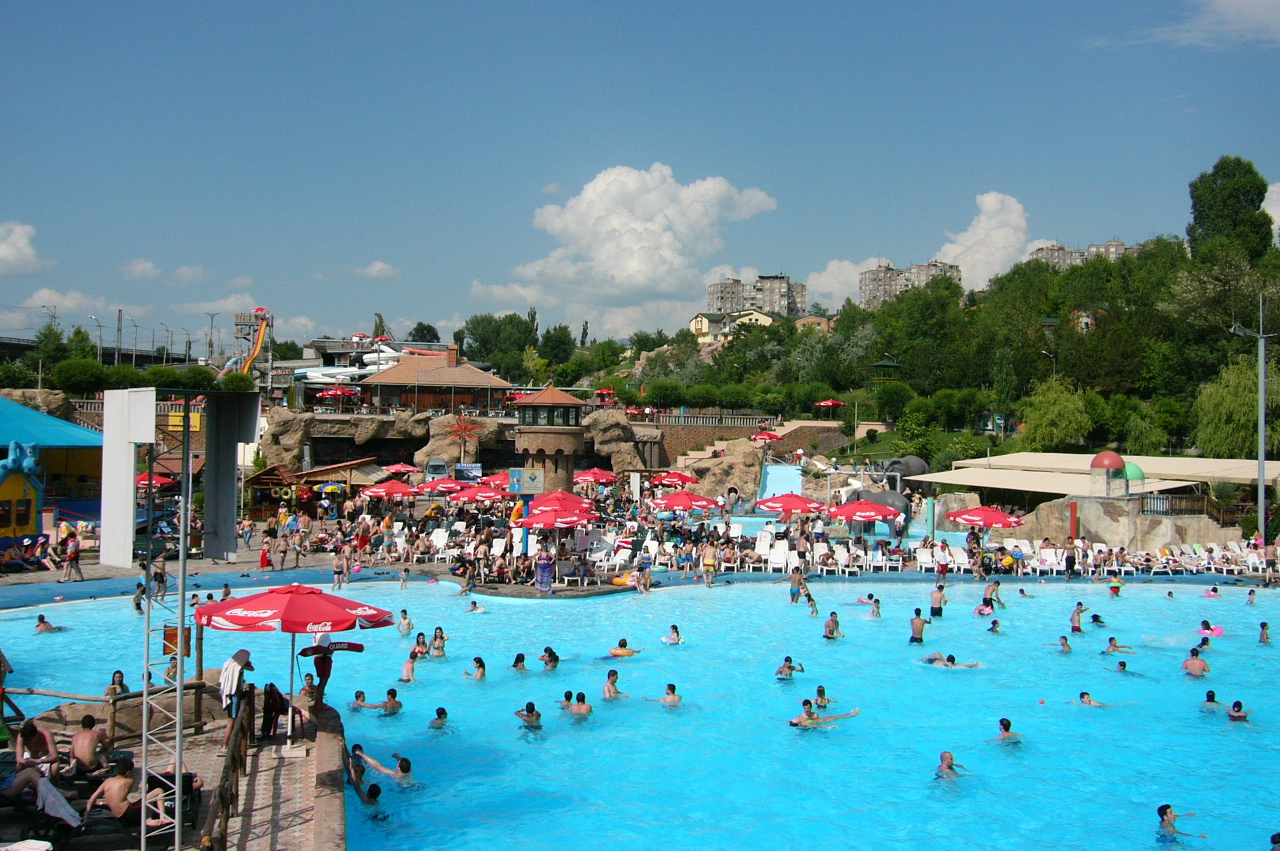
Yerevan Water World
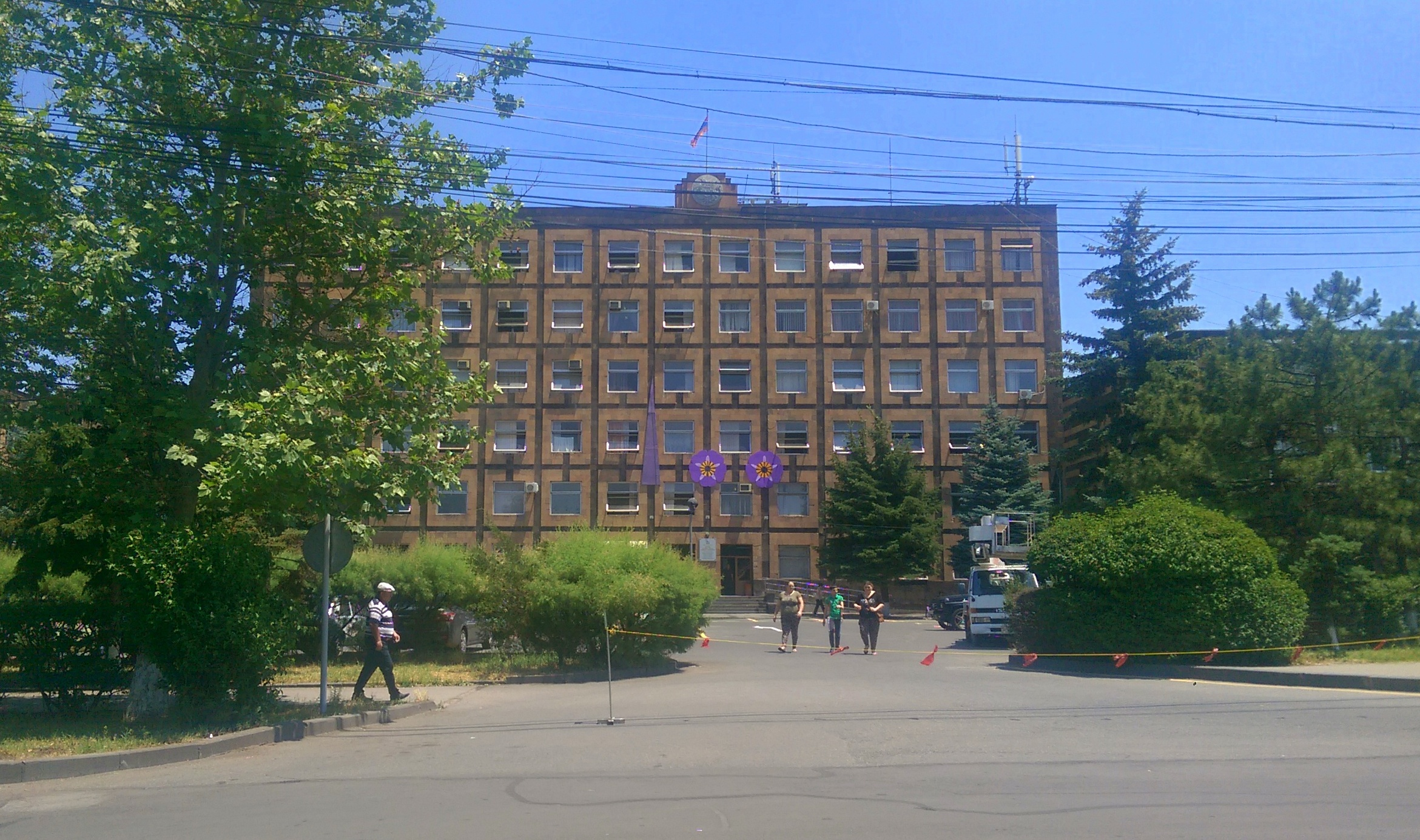
Адміністративна будівля в районі Нор-Норк
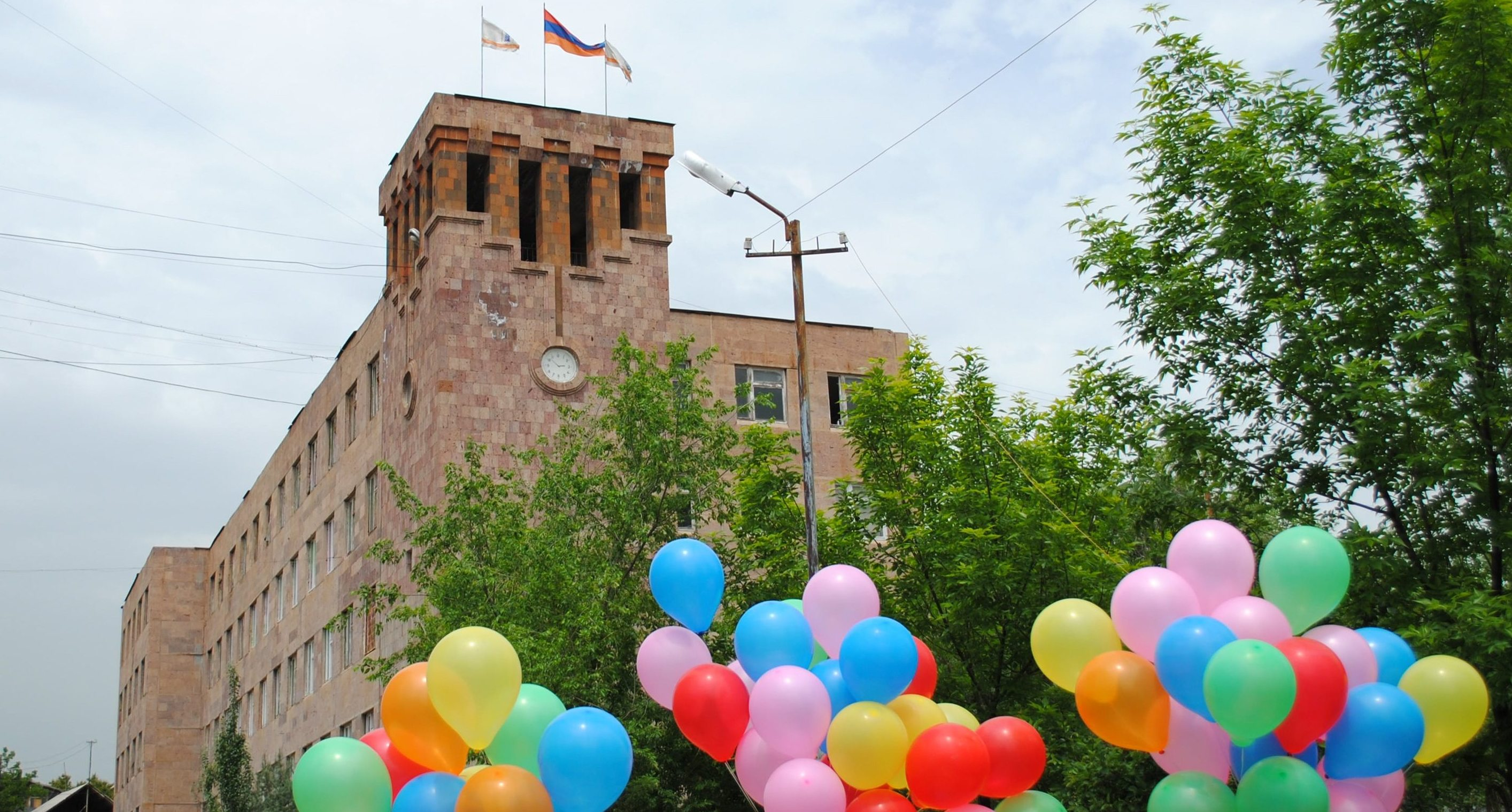
Міжнародна школа «Ліцей Ананія Ширакаці» на вул. Артема Мікояна